# Carme Torres i Graell
Carme Torres i Graell (Lleida, 1932 - 2010) fou una historiadora catalana.

## Biografia
Va estudiar Filosofia i Lletres a la Universitat de Barcelona, i posteriorment va exercir com a docent al Col·legi de la Sagrada Família de Lleida.
Conjuntament amb el seu espòs, Romà Sol i Clot, fou una persona molt vinculada a la vida cultural, religiosa i associativa de la seva ciutat. El 1953 fou nomenada cap del servei de Dames Auxiliars de la Creu Roja de Lleida, després va ser designada cap del Servei de Voluntariat, i posteriorment continuà col·laborant amb la Creu Roja durant més de 25 anys. El 1990 va ser nomenada directora de Càritas Diocesana.
Des de l'any 1982 fins a principis de 1989, va ser coordinadora territorial del Departament de Cultura de la Generalitat de Catalunya a Lleida. Fou també consellera de l'Institut d'Estudis Ilerdencs.
És autora dels llibres Evolución histórica del puente de Lérida i El fet religiós a les terres de Lleida durant el temps de Ferran VII (1983). Amb el seu espòs, Romà Sol, publicà, entre altres: Lleida i el fet nacional català: 1978-1911; Lleida en temps de la Mancomunitat de Catalunya (1913-1924); Els Camps Elisis de Lleida: 1864-1938; La Impremta de Lleida: segles XV-XIX; La parròquia de Sant Joan Baptista de Lleida: petjades d'espiritualitat. Així mateix, col·laborà assíduament amb els mitjans de comunicació lleidatans.
La seva tasca ha estat reconeguda amb la Medalla Francesc Macià de la Generalitat de Catalunya (2000), la Medalla d'Or de la Universitat de Lleida (2004) i la Medalla d'Or de la Paeria al mèrit cultural (2005).
El fons del matrimoni Sol Torres està dipositat a la Universitat de Lleida i conté 5.739 monografies modernes i 1.391 de fons antic (a partir de l'any 1567), 4.300 opuscles, 217 romanços i 618 goigs, i 1.200 títols de publicacions periòdiques (corresponents a 11.844 exemplars), que abasten números des del segle XIX a l’actualitat.